# Rümpel
Rümpel là một đô thị ở huyện Stormarn, bang Schleswig-Holstein, Đức. Đô thị này có diện tích 15,9 km², dân số thời điểm 31 tháng 12 năm 2006năm 2006 là 1302 người.